# 石门山镇
石门山镇，是中华人民共和国山东省曲阜市下辖的一个镇，在鲁城街道东北。2011年是由董庄乡改名而来，北邻泰安市宁阳县，东邻泗水县，南邻王庄镇。面积84.2平方公里，总人口4.8万人。104国道、京沪铁路穿境而过，石门寺在此镇。现辖54个自然村，有35个村民居委会（董家庄南、董家庄中、董家庄北、杜家、孔家屯、翟家屯、衡庙、韦家寨、河东、前杨家洼、后杨家洼、刘家洼、宋家洼、东焦沟、西焦沟、郭家沟、乾隆庄、黄家庄东、黄家庄西、朱家庄、前夏庄、坡里、林程店、北大庙、后夏庄西、后夏庄东、周庄、石头河、孔家店、董大城、屈家村、管村、林家洼、石泉庄、张家庄、歇马亭、韦家楼、河家店、韦家庄、大西庄、孔家洼、丁家庄、郁家庄、小西庄、黄沟、梨园、偏午庄、魏家岭、杨柳、田家林、马家裕）。